# Astragalus strictipes
Astragalus strictipes är en ärtväxtart som beskrevs av Joseph Friedrich Nicolaus Bornmüller. Astragalus strictipes ingår i släktet vedlar, och familjen ärtväxter. Inga underarter finns listade i Catalogue of Life.